# Тулин (село)
Ту́лин — село в Україні, у Борщівській міській громаді Чортківського району Тернопільської області. Розташоване на півночі району. Було підпорядковане колишній Лановецькій сільській раді.
Населення — 201 особа (2007).

## Назва
Михайло Крищук подає дві версії походження села. Перша — від особливого розташування — село наче «тулиться до села Ланівці». Друга — від тюркського тул, що означає колчан, сумка.

## Географія
Село розташоване на відстані 368 км від Києва, 85 км — від обласного центру міста Тернополя та 4 км від міста Борщів.

## Історія
До 19 липня 2020 р. належало до Борщівського району.
З 20 листопада 2020 р. належить до Борщівської міської громади.

## Пам'ятки
Є церква святого Духа (1990-ті, мурована, УГКЦ).
Поблизу села створено ботанічну пам'ятку природу Тулин.

## Соціальна сфера
Діють клуб, бібліотека, ФАП.

## Галерея

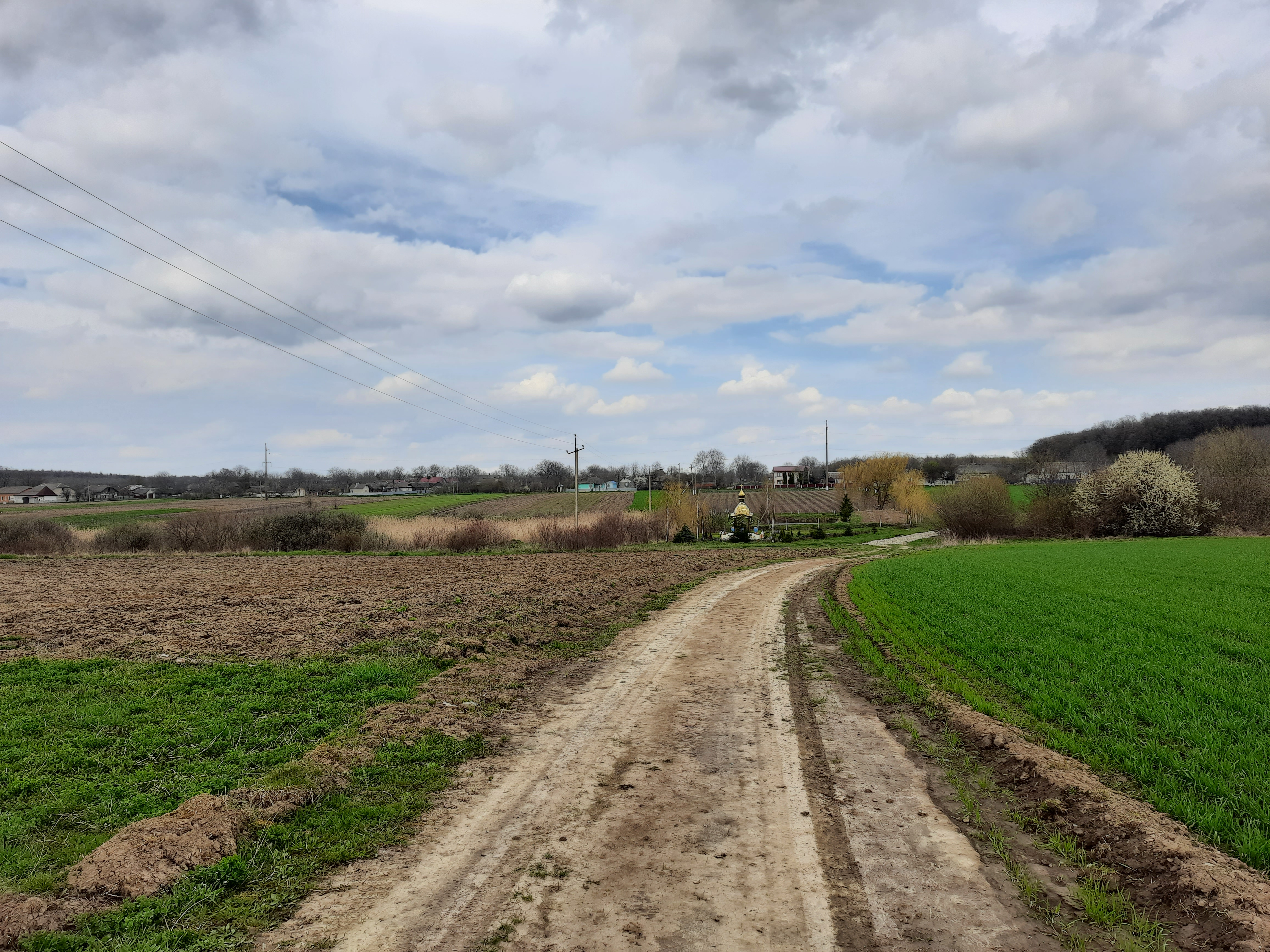
В'їзд у село з польової дороги
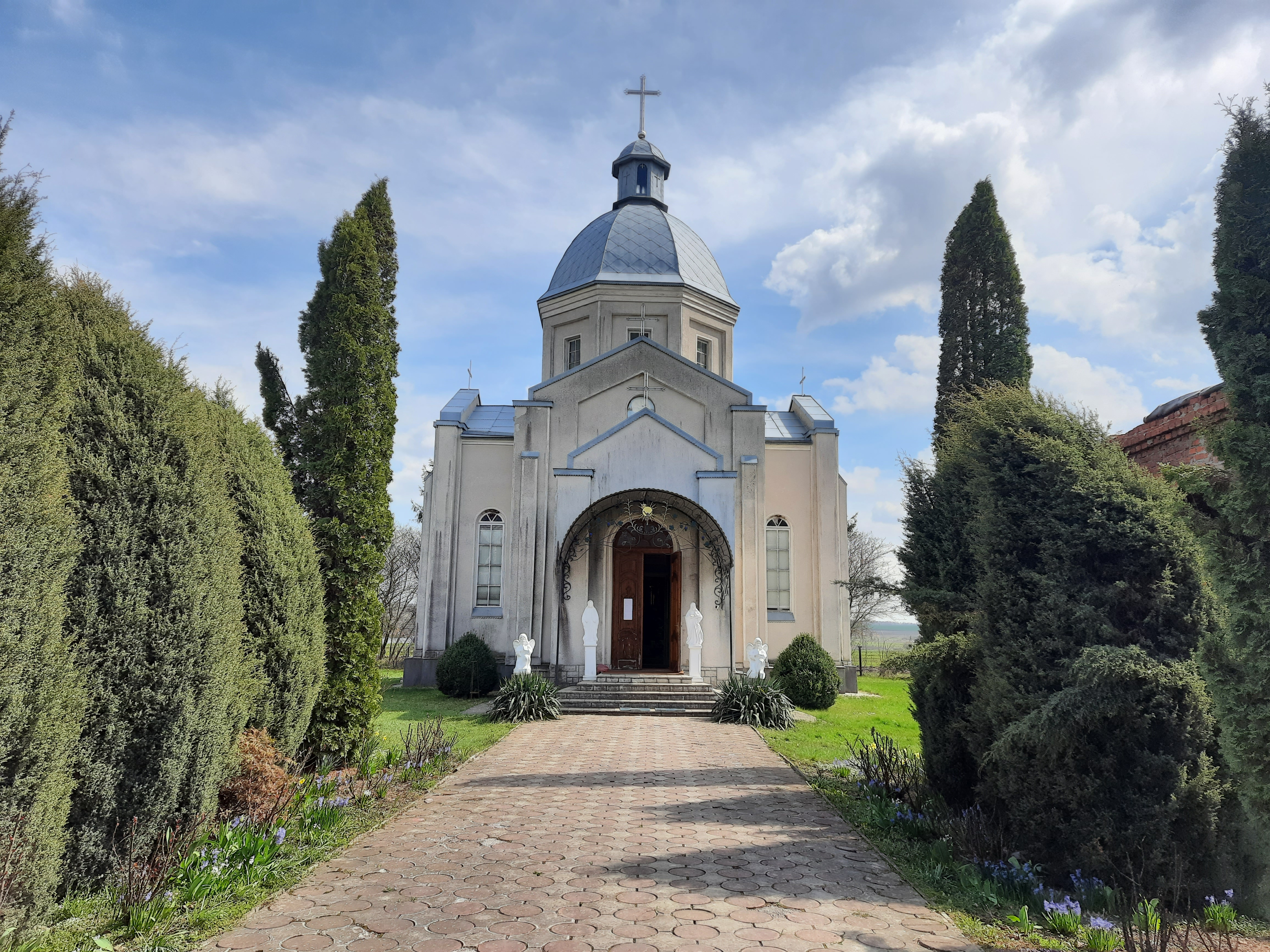
Церква Пресвятої Трійці
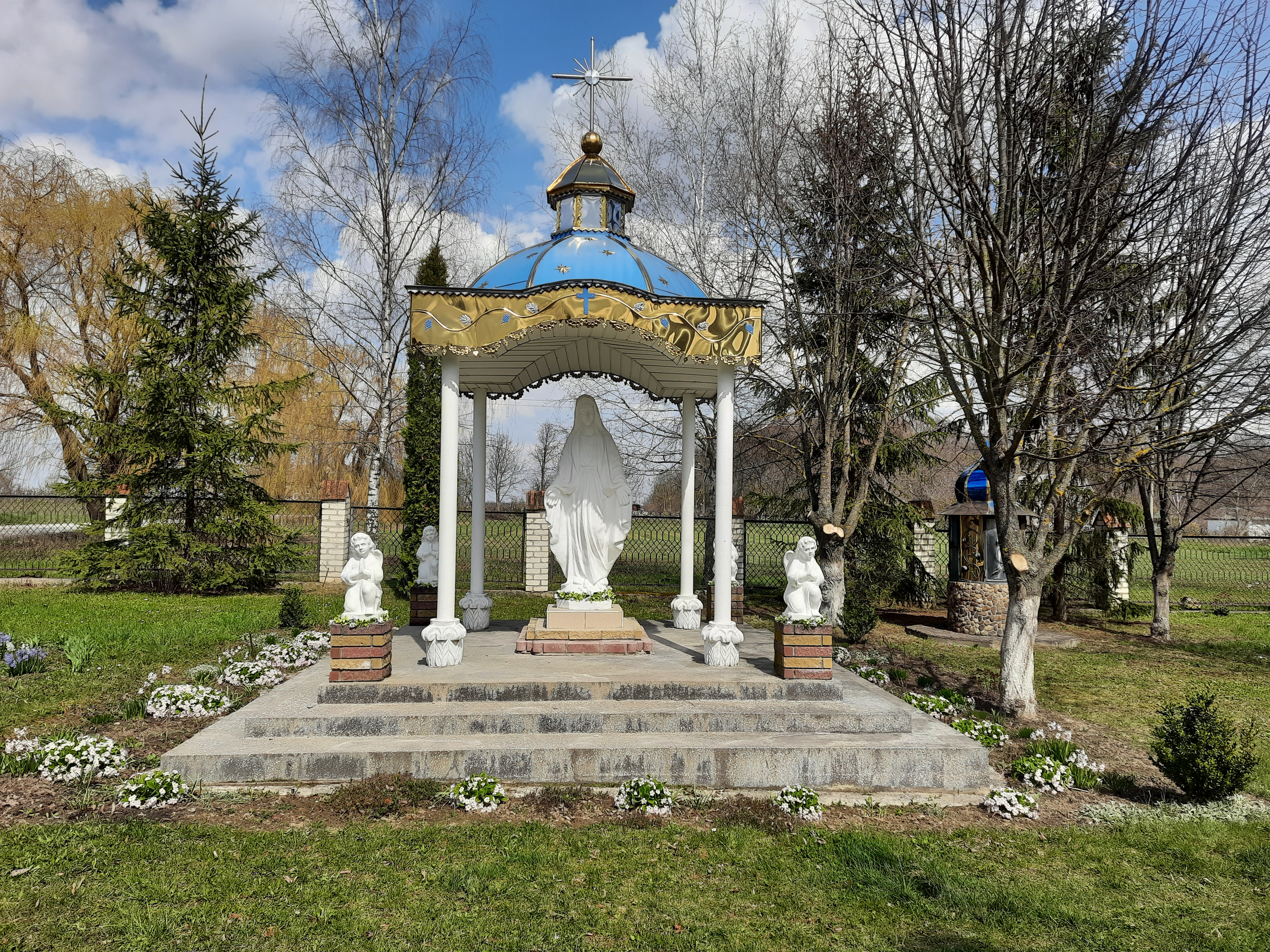
Статуя Божої Матері
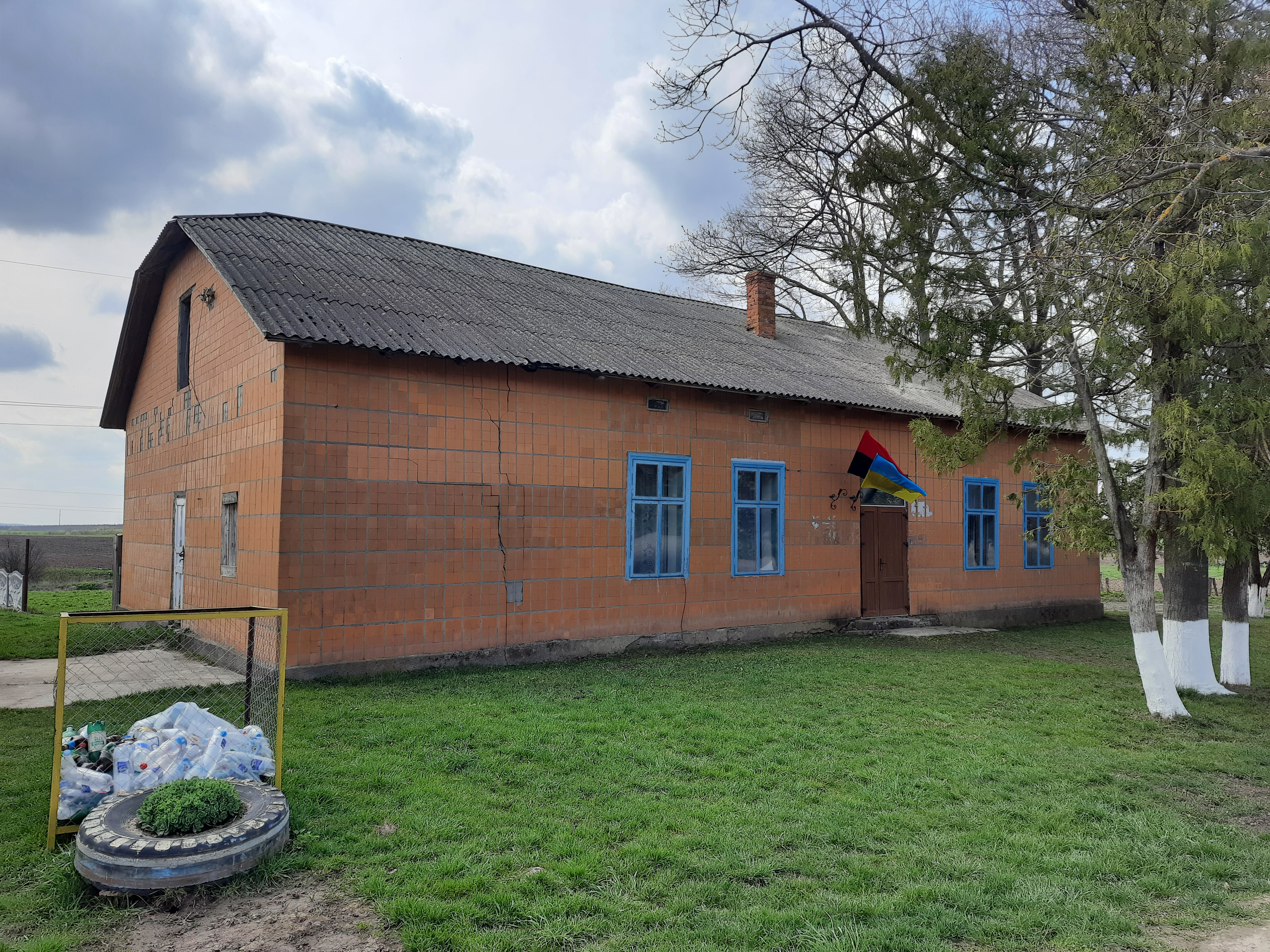
Клуб
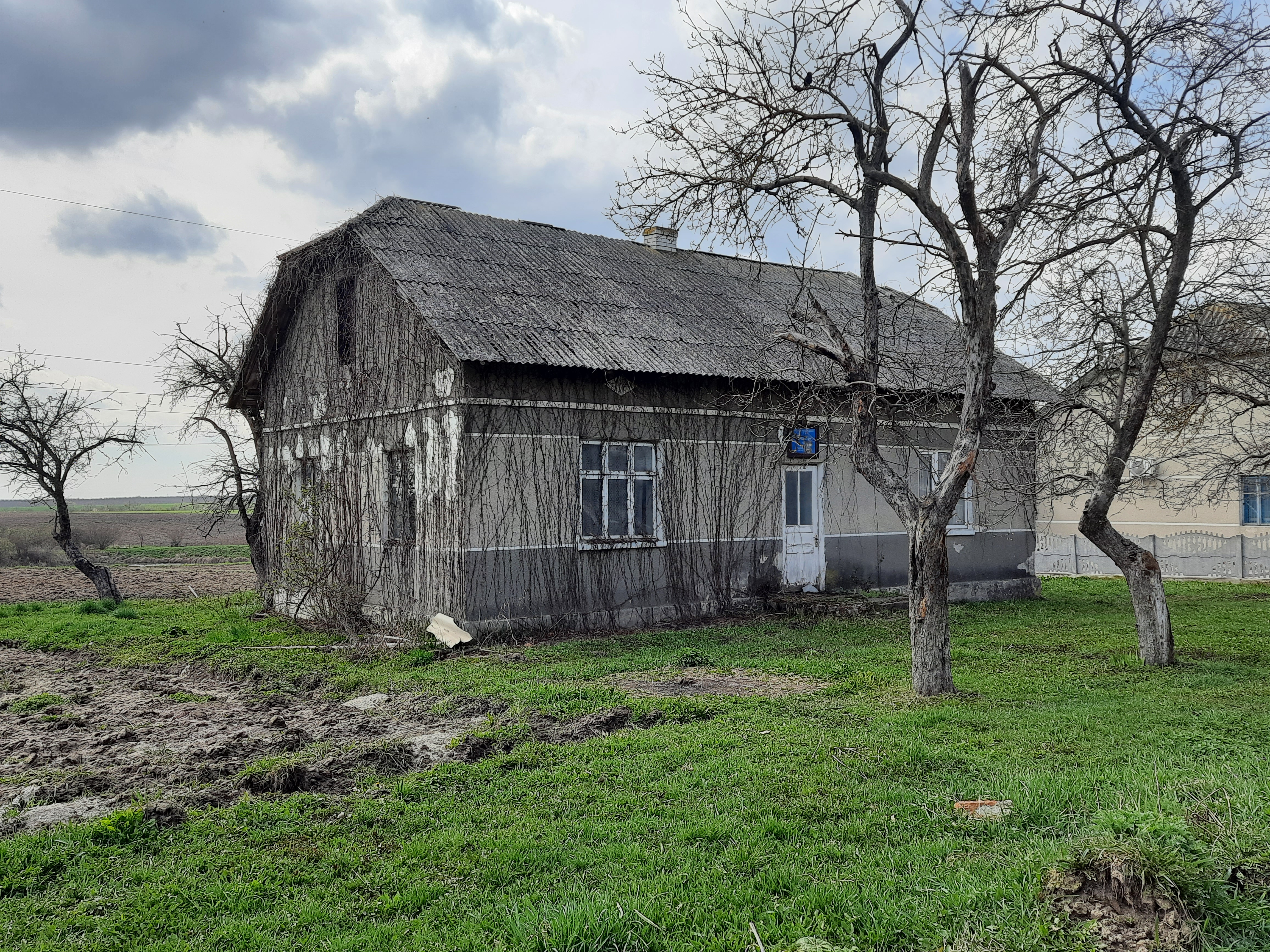
Фельдшерський пункт
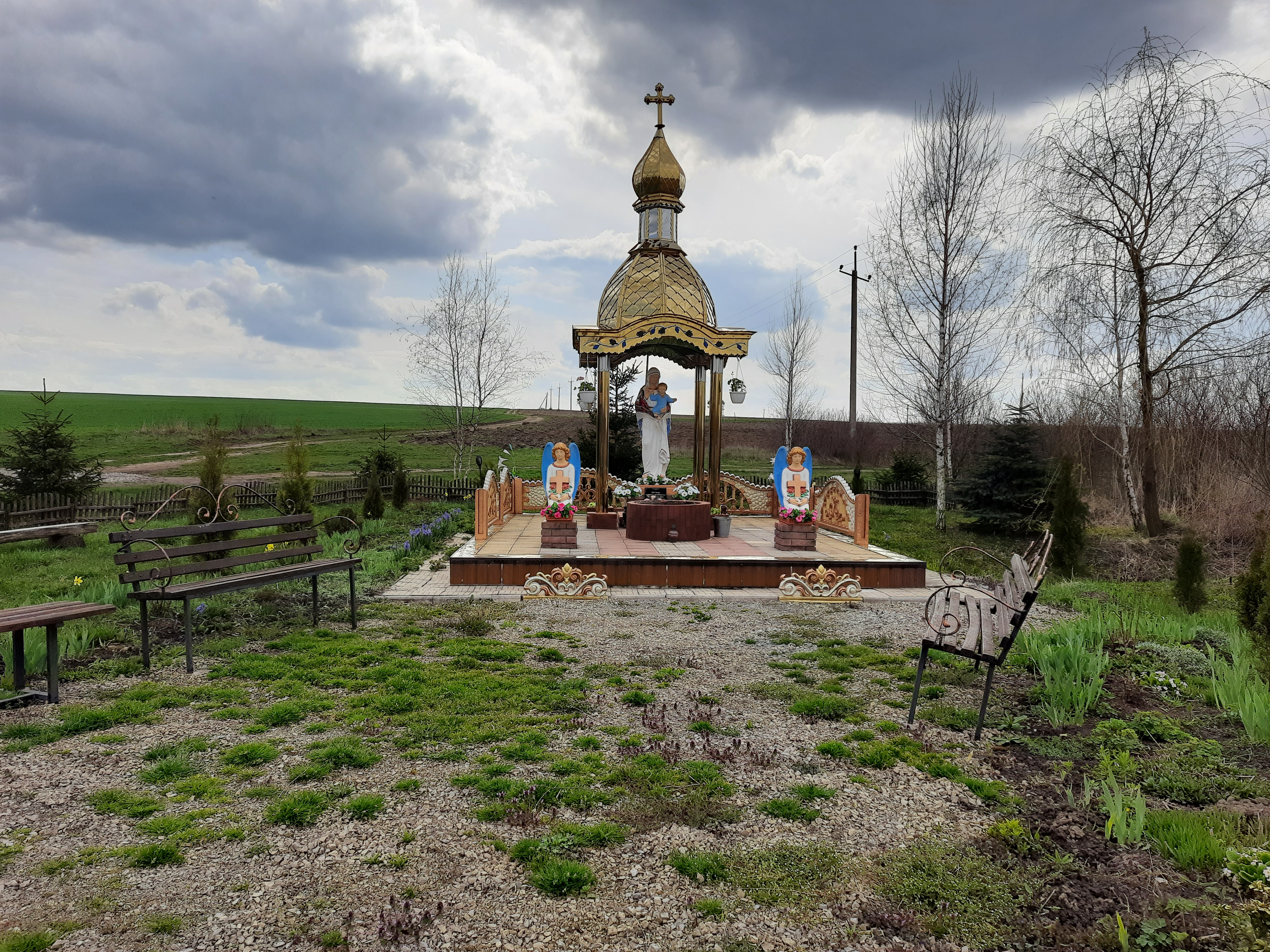
Цілюще джерело біля села
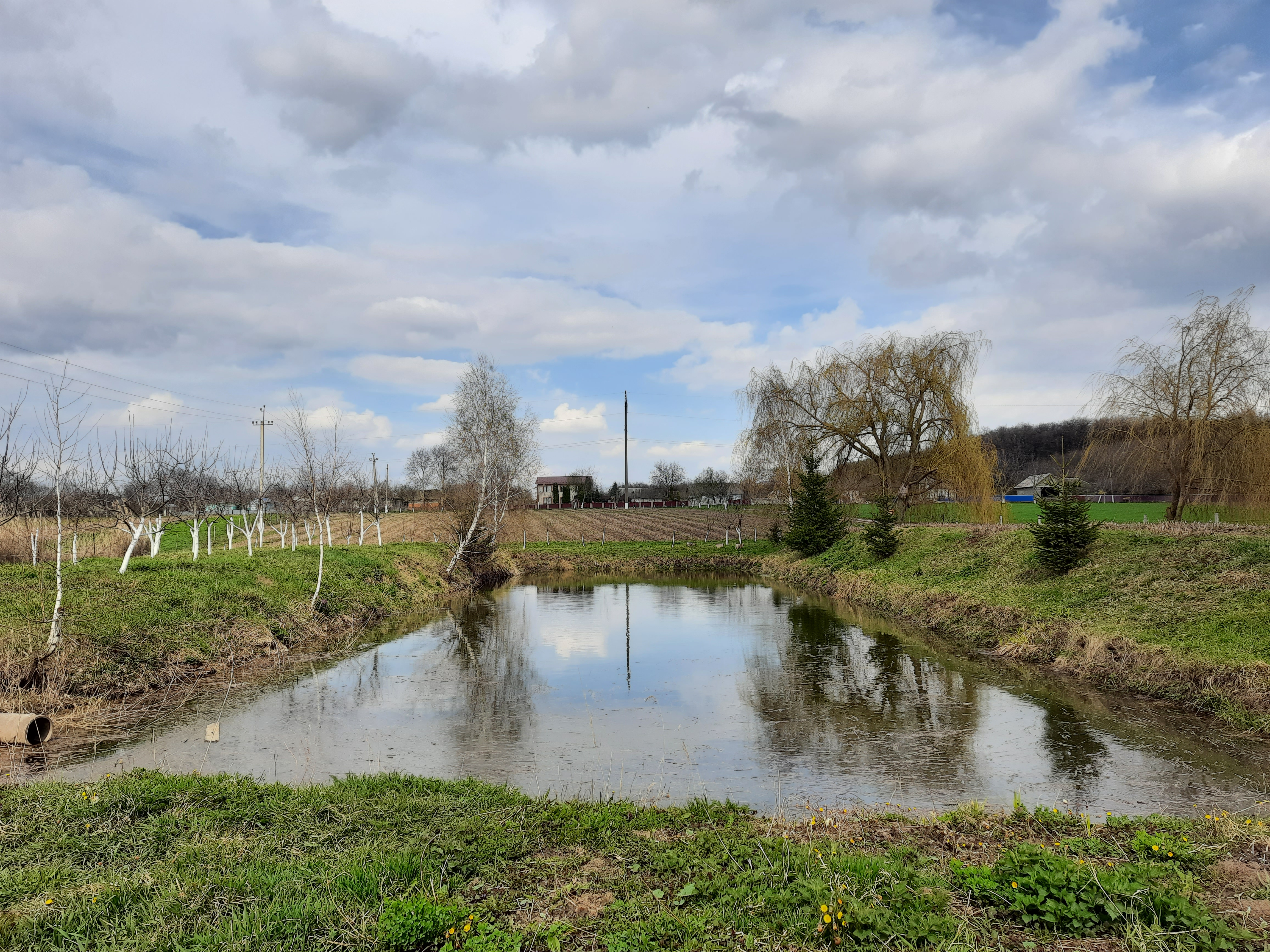
Сільські краєвиди